# Sikirevci
Sikirevci falu és község Horvátországban, Bród-Szávamente megyében. Közigazgatásilag Árki (Jaruge) tartozik hozzá.

## Fekvése
Bród központjától légvonalban 36, közúton 40 km-re keletre, Szlavónia középső részén, a Szávamenti síkságon, az A3-as (Zágráb-Lipovac) autópálya és a Száva folyó között, a 7-es számú (Eszék-Slavonski Šamac) főút mentén fekszik.

## Története
A régészeti leletek tanúsága szerint területén már ősidők óta éltek emberek. A Sikirevci-Oprisavci vízvezeték építése során a Zágráb-Lipovac autópálya déli oldalán 2000-ben a „Selište” nevű lelőhelyen késő bronzkori és kora vaskori, a La Téne-kultúrához tartozó település maradványaira bukkantak. Ugyancsak ennek a vízvezetéknek az építésekor kerültek elő a „Trubljevine” lelőhelyen egy kisebb középkori településmaradványai.
A mai település valószínűleg a török uralom idején keletkezett Boszniából érkezett katolikus horvátok betelepülésével. Első írásos említése az 1545-ös török defterben található a Boszniai kádiluk részeként. 1579-ben 31 házat számláltak a településen. A török korban katolikus jobbágyok lakták, akiknek lelki gondozását a modricai ferences kolostor szerzetesei látták el. 1630-ban Tomo Ivković püspök az itteni plébániát rastićinak nevezi, ahol ebben az évben 650 katolikus hívőt bérmált meg. Jeronim Lučić boszniai püspök 1637-es jelentésében azt írja, hogy Isten segítségével október 20-án csónakkal átkeltek a Száván egy helynél, melyet Sikirevacnak neveznek és ahol a hívek ájtatosan, énekekkel, hálaadással és körmenettel már várták őket. Római katolikus plébániáját 1670-ben egy bérmálás alkalmával említik először. A szlavóniai települések 1698-as összeírásában „Szekirevacz” néven már hajdútelepülésként említik. Az 1730-as egyházi vizitáció jelentése szerint 30 ház és egy új Szent Miklós fakápolna állt a településen. 1746-ban 41 házában 398 katolikus lakos élt. Az. Az 1760-as jelentés szerint a faluban 81 ház volt, ahol 129 család és 844 katolikus lakos élt. A katonai közigazgatás megszervezése után a bródi határőrezredhez tartozott és az 5. század székhelye volt. Egyházilag a felszabadulás után a kopanicai plébánia filiája volt, plébániáját csak 1789-ben alapították újra. Első falazott temploma 1776-ban épült.
Az első katonai felmérés térképén „Sikirevcze” néven található. Lipszky János 1808-ban Budán kiadott repertóriumában „Sikirevcze” néven szerepel. Nagy Lajos 1829-ben kiadott művében „Szikirevcze” néven 312 házzal, 1692 katolikus és 5 ortodox vallású lakossal találjuk. A katonai közigazgatás megszüntetése után 1871-ben Szerém vármegyéhez csatolták.
A településnek 1857-ben 1682, 1910-ben 1428 lakosa volt. Szerém vármegye Zsupanjai járásának része volt. Az 1910-es népszámlálás adatai szerint lakosságának 98%-a horvát anyanyelvű volt. Az első világháború után 1918-ban az új szerb-horvát-szlovén állam, majd később (1929-ben) Jugoszlávia része lett. 
1991-től a független Horvátországhoz tartozik. 1991-ben lakosságának 98%-a horvát nemzetiségű volt. 2011-ben a településnek 1781 lakosa volt.

## Lakossága
| Lakosság változása | Lakosság változása | Lakosság változása | Lakosság változása | Lakosság változása | Lakosság változása | Lakosság változása | Lakosság változása | Lakosság változása | Lakosság változása | Lakosság változása | Lakosság változása | Lakosság változása | Lakosság változása | Lakosság változása | Lakosság változása |
| ------------------ | ------------------ | ------------------ | ------------------ | ------------------ | ------------------ | ------------------ | ------------------ | ------------------ | ------------------ | ------------------ | ------------------ | ------------------ | ------------------ | ------------------ | ------------------ |
| 1857               | 1869               | 1880               | 1890               | 1900               | 1910               | 1921               | 1931               | 1948               | 1953               | 1961               | 1971               | 1981               | 1991               | 2001               | 2011               |
| 1.682              | 1.656              | 1.505              | 1.508              | 1.505              | 1.428              | 1.278              | 1.376              | 1.628              | 1.811              | 1.921              | 2.103              | 2.062              | 2.076              | 1.969              | 1.781              |

## Nevezetességei
Szent Miklós tiszteletére szentelt római katolikus plébániatemploma 1852-ben épült. A templom orgonája 1889-ben Lorenzo Fabingo mester műhelyében készült. 1917-ben fémrészeit katonai célokra vitték el, de 1946-ban más hangszerek részeiből újra összeállították.
Szent Mária Magdolna tiszteletére szentelt temetőkápolnája 1813-ban épült.
Védett épület az Ilić családnak a 19. század első felében épített a Ljudevit Gaj utca 14. szám alatti háza. A település egyik legrégibb épülete a katonai-krajnai közigazgatás idején emelt épületek közé tartozik. A 20. század elején hozzáépített rész kivételével a ház belseje nagyrészt eredeti formájában megmaradt.

## Kultúra
A KUD „Sloga” kulturális és művészeti egyesületet 1975-ban alapították a község hagyományainak, népdalainak, néptáncainak megőrzésére. Elődje az 1906-ban alapított horvát énekkar és az 1928-ban alapított tűzoltóegylet keretében működő tamburazenekar volt. Folklórcsoportja 1929-ben „Hrvatska mladež” néven alakult meg, majd 1971-ben a Matica hrvatska keretében szervezték újra.

## Oktatás
Első triviális iskolája császári rendeletre 1775-ben nyílt meg a katonai hatóság közreműködésével és Ivan Hartel tanító vezetésével. A település első népiskolája 1831-ben nyílt meg, első tanítója Nikola Galović-Marković volt. Az iskolát 60 fiú és leány látogatta. Az első iskolaépület 1836-ban fából épült. 1850-től a szomszédos Árki, Kruševica és Slavonski Šamac gyermekei is ide jártak.

## Sport
Az NK Sikirevci labdarúgóklubot 1947-ben alapították. A megyei 1. liga keleti csoportjában szerepel.

## Egyesületek
A község önkéntes tűzoltóegyletét 1928-ban alapították.